# Message to Our Folks
Message to Our Folks (auch Great Black Music/Message to Our Folks) ist ein Jazzalbum des Art Ensemble of Chicago. Die am 12. August 1969 im Studio Saravah in Paris entstandenen Aufnahmen erschienen 1969 auf BYG Records.

## Hintergrund
Message to Our Folks entstand während des Aufenthalts des Art Ensemble of Chicago in Paris; dort wurde bereits ab Juni 1969 das Material für die LPs A Jackson in Your House, The Spiritual, Tutankhamun,The Paris Session und People in Sorrow aufgenommen. Der ursprüngliche Schlagzeuger Philip Wilson hatte die Gruppe verlassen, um bei der Paul Butterfield Blues Band zu spielen. Der spätere Schlagzeuger Famoudou Don Moye war der Band zu diesem Zeitpunkt noch nicht beigetreten. Daher spielten Lester Bowie, Roscoe Mitchell, Joseph Jarman und Malachi Favors auf dem Album alle auch Perkussion.
Message to Our Folks beginnt mit einem Arrangement des Gospel-Traditionals „Old Time Religion“, gespickt mit einer einleitenden Predigt und Antworten der „Gemeinde“, notierte Dominique Leone. Charlie Parkers „Dexterity“ erhalte einen postmodernen Touch, da Bowie und Mitchell die Melodie gerade genug spielen, um erkennbar zu sein. Ansonsten gibt es Grunzgeräusche, eine begleitende Triangel und sogar so etwas wie Bebop-Trommeln. Und einen ähnlichen stilistischen Sprung würden sie mit „Rock Out“ machen, das wie eine abstrakte Interpretation des Soul-Funk im James-Brown-Stil klinge. Da das Art Ensemble versucht habe, so viele Formen der „Great Black Music“ zu vereinen (ein von der AACM geprägter Begriff zur Beschreibung seiner eigenen musikalischen Richtung, der aber auch auf so viele andere Künstler anwendbar sei), war die Einbeziehung von Funk und Rockmusik ein natürlicher Schritt, so der Autor.
Wie auf A Jackson in Our House endet die Band mit einem [stilistischen] Nebenstück, „A Brain for the Seine“. Das ist nicht weniger herausfordernd als „Song for Charles“ und ist in vielerlei Hinsicht weiter vom zeitgenössischen Jazz (sogar der Avantgarde) entfernt, meinte Dominique Leone. Vielleicht handle es sich hierbei um eine [Art] Abhandlung über ökonomische symphonische Arrangements.
Die LPs A Jackson in Your House (aufgenommen am 23. Juni 1969) und Message to Our Folks (12. August 1969) wurden beide 2002 auf einer CD von Actuel Records neu aufgelegt.
Message to Our Folks ist auch der Titel des Buchs von Paul Steinbeck über das Art Ensemble of Chicago (University of Chicago Press, 2017).

## Titelliste
Art Ensemble of Chicago: Message to Our Folks (BYG Records 529.328)
- A1 Old Time Religion (Traditional) 7:30
- A2 Dexterity (Charlie Parker) 4:00
- A3 Rock Out (Roscoe Mitchell) 7:30
- B A Brain for the Seine (J. Jarman, L. Bowie, M. Favors, R. Mitchell) 22:00

## Rezeption

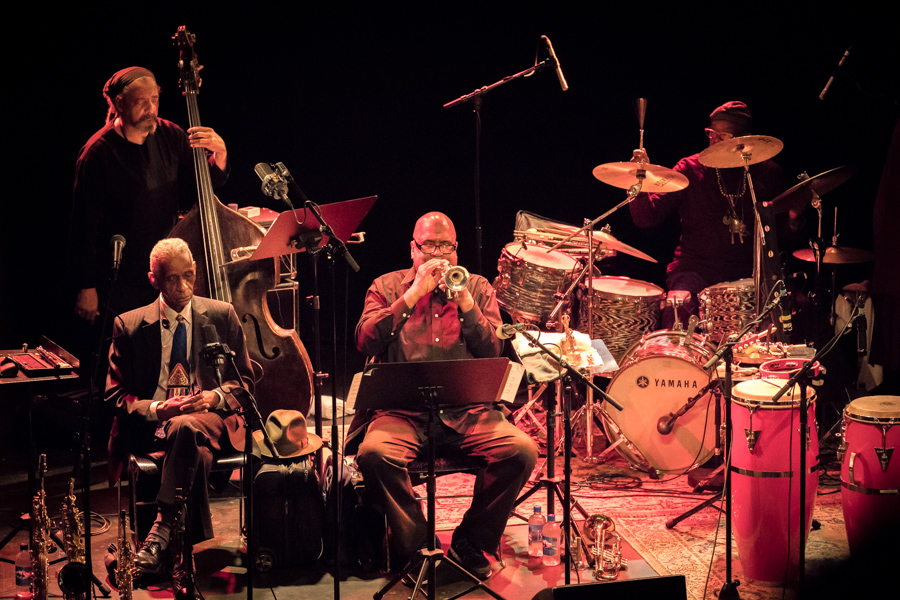
Das Art Ensemble of Chicago beim Kongsberg Jazzfestival, 2017, mit Roscoe Mitchell (Saxophon), Hugh Ragin (Trompete), Jaribu Shahid (Bass), Don Moye (Schlagzeug)

Die Musik auf diesen frühen Platten sei größtenteils ein direkter Hinweis auf die Art von Projekten, an denen die Musiker zuvor beteiligt waren: freie Improvisation, Kontrapunkt und europäische Zeitgenössische Musik, traditionell gesinnte Versuche, afrikanische Musik in ihren Sound zu integrieren und einen bedeutenden theatralischen Einfluss, schrieb Dominique Leone (Pitchfork Media). Die Kombination dieser Elemente habe das Art Ensemble stark von fast allen anderen Improvisationsgruppen dieser Zeit unterschieden. Ihr Einsatz von Varieté-Humor, manchmal in Form seltsamer Spoken-Word-Abschnitte oder rauer Sketche, habe ihren Platten eine einzigartige Art von Leichtigkeit verliehen, die im überaus ernsten Expressionismus von Kollegen wie Albert Ayler und Pharoah Sanders nicht zu finden war. Bei dieser Platte, einer logischen Weiterentwicklung von A Jackson in Your House, scheine mehr auf dem Spiel zu stehen als bei ihrem Vorgänger. Aber beide bildeten einen guten Hinweis auf die Höhen, die die Gruppe im Laufe der nächsten Jahrzehnte erreichen sollte.
Erstaunlicherweise erweise sich Message to Our Folks als ein prägnanter und ziemlich vollständig ausgestalteter Mikrokosmos gemäß dem Motto des Art Ensembles mit weitem Brennpunkt: „Großartige schwarze Musik, von der Antike bis in die Zukunft“, schrieb Michael J. West in Daily Bandcamp. Bebop, Kirchenmusik, Rock ’n’ Roll, freie Avantgarde: „Das alles ist da, selbst beim flüchtigsten Hinhören. Unter der Oberfläche verbirgt sich so viel mehr.“ So enthalte etwa „Brain for the Seine“, der abschließende freie Titel, der die gesamte zweite Seite der LP einnimmt, eine direkte Reminiszenz an den traditionellen Jazz aus New Orleans; dann kämen Klänge einer Mundharmonika, die an die Wurzeln des afroamerikanischen Folk Blues erinnere; kurz darauf würden die Hörer von Glocken, Gongs, Handtrommeln und einem herrlichen Durcheinander von Perkussion erfüllt, das offensichtlich in Afrika und seiner Diaspora verwurzelt sei. Später kämen Swing- und R&B-Licks, Marschkapellenübungen, Call-and-Response und verrückte komische Momente direkt aus dem Black Vaudeville.
Der respektlose, trockene Humor des Art Ensembles sei ein wichtiger roter Faden auf Message to Our Folks, so der Autor weiter. Irgendwann im Eröffnungsstück „Old Time Religion“ (basierend auf einem alten Spiritual) wechsle die brüllende Call-and-Response-Szene in der Kirche von einer Hommage zu einer Parodie – obwohl es schwer zu sagen ist, wann genau. Die schrägen Bläser auf Charlie Parkers „Dexterity“ wirkten nicht radikal subversiv, sondern verspielt. Das Gleiche gelte für „Rock Out“, bei dem alle vier Musiker die Titelphrase am Anfang der Melodie schreien. In keinem dieser Fälle verkomme der Humor jedoch zur Verhöhnung; sie seien zu sehr darauf bedacht, jede Pastiche durchzuziehen, als dass es alles andere als liebevoll sein könnte.